# Флюоресцентний резонансний перенос енергії

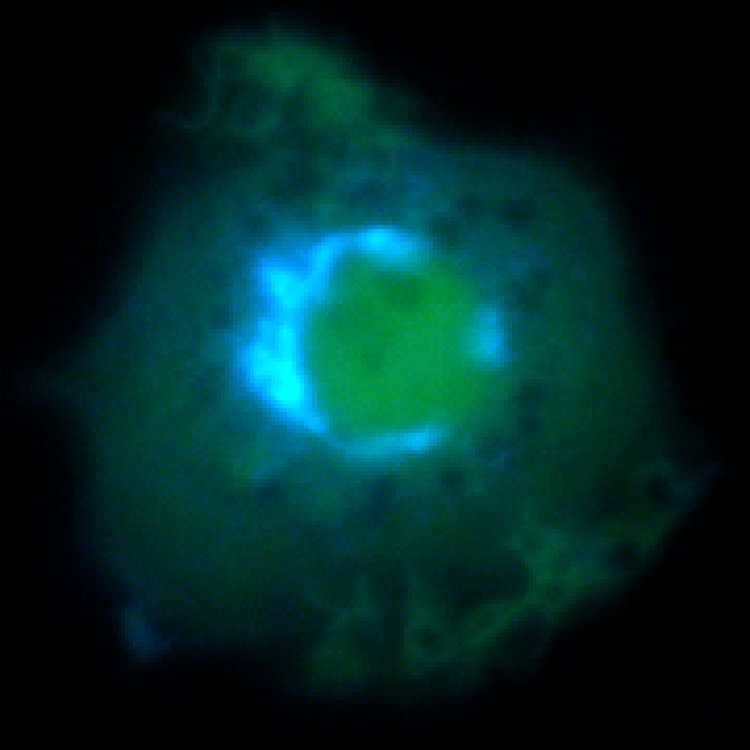
Вузалізація локалізації 5'-гуанозинтрифорфат-гідрозази за допомогою флюоресцентних білків в комплексі Гольджі живого макрофагу за допомогою FRET

Флюоресцентий резонансний перенос енергії (англ. Fluorescence resonance energy transfer або FRET) — біофізичний метод дослідження біологічних систем, заснований на безрадіаційному переносі енергії між двома флюоресцентними барвниками.
Перенос енергію між однією молекулою (донором) у збудженому стані до іншої молекули (акцептора) без випромінювання, лише за допомогою диполь-дипольної взаємодії, був досліджений у середині XX століття німецьким фізиком Теодором Ферстером (нім. Theodor Förster) і отримав назву ферстерівського переносу енергії або ферстерівського переносу збудження. Ця взаємодія має дуже короткий радіус дії, зазвичай порядку 10 нм. Цей процес може використовуватися для переносу енергії між двома флюоресцентними барвниками, для яких можна як збуджувати донор, так і реєструвати перехід акцептора у збуджений стан оптичними методами. В результаті метод дозволяє реєструвати відстань між молекулами барвників або їх взаємну орієнтацію, і в результаті використовувати ці барвники як мітки для дослідження інших молекул.

## Виноски
1. ↑  Inconspicuous Consumption: Uncovering the Molecular Pathways behind Phagocytosis. Inman M, PLoS Biology Vol. 4/6/2006, e190. doi:10.1371/journal.pbio.0040190